# Schuppenfeh

Verschobene Schuppenfeh

Die Schuppenfeh ist in der Heraldik eine besondere Form des Pelzwerkes Feh. Sie ist eine Tinktur.
Dargestellt wird im Wappenschild oder Feld eine halbkreisförmige, schuppenartige Figur. In der Grundform ist je Reihe die Tinktur gleich und es werden im Reihenwechsel maximal zwei Tinkturen verwendet. Die Schuppenfeh kann auch als verschobene Schuppenfeh und auch als gestürzte Schuppenfeh im Wappen auftreten. So ist zum Beispiel im Wappen von Canbi die Feh gestürzt.
In der verschobenen Feh wechseln die beiden Farben bereits in der Reihe. Hier ist eine rechts- oder linksseitige Wechselung möglich und muss beschrieben werden.